# شركة ناقلات النفط العراقية
شركة ناقلات النفط العراقية  (IOTC) هي شركة عراقية مملوكة للدولة متخصصة في النقل البحري للنفط الخام والمنتجات المكررة، تم تأسيسها في عام 1972.

## الناقلات

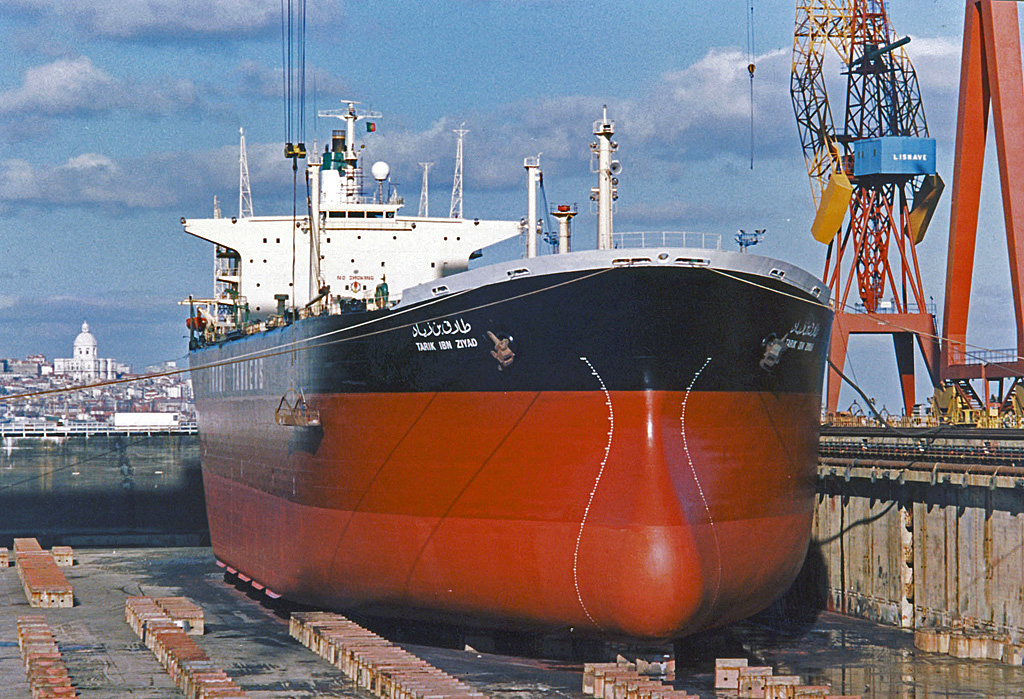
الناقلة طارق بن زياد بالحوض الجاف في لشبونه البرتغال 1985

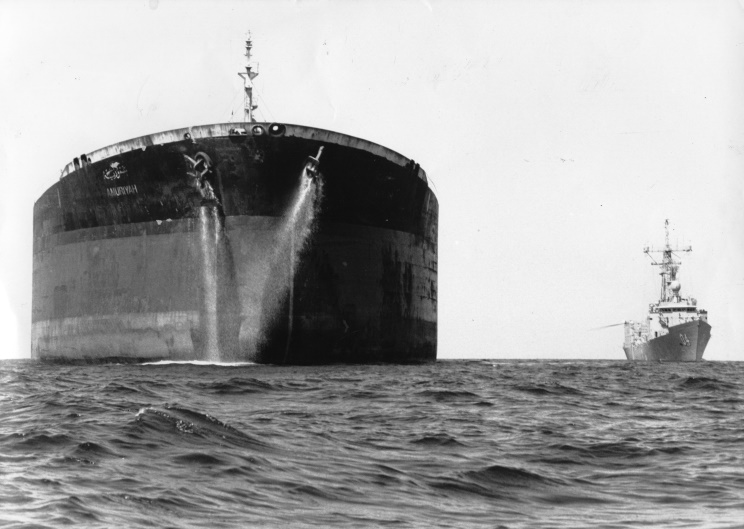
الناقلة عمورية

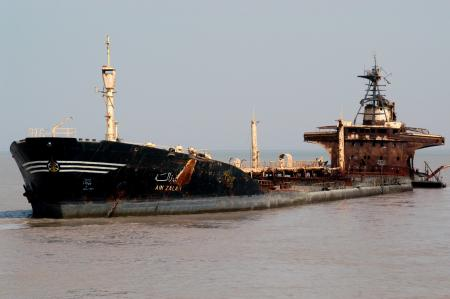
الناقله عين زالا بعد الغرق

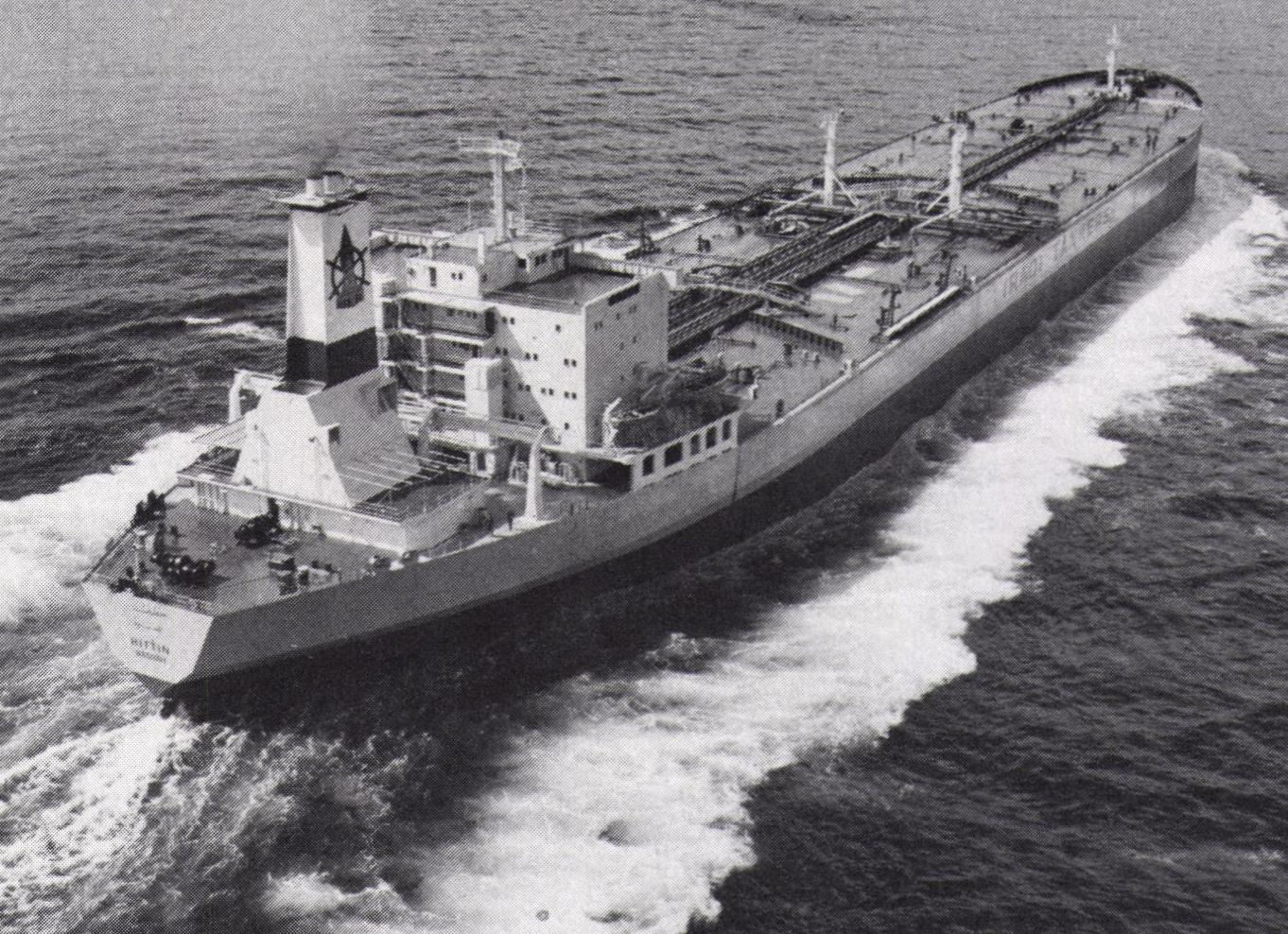
حطين

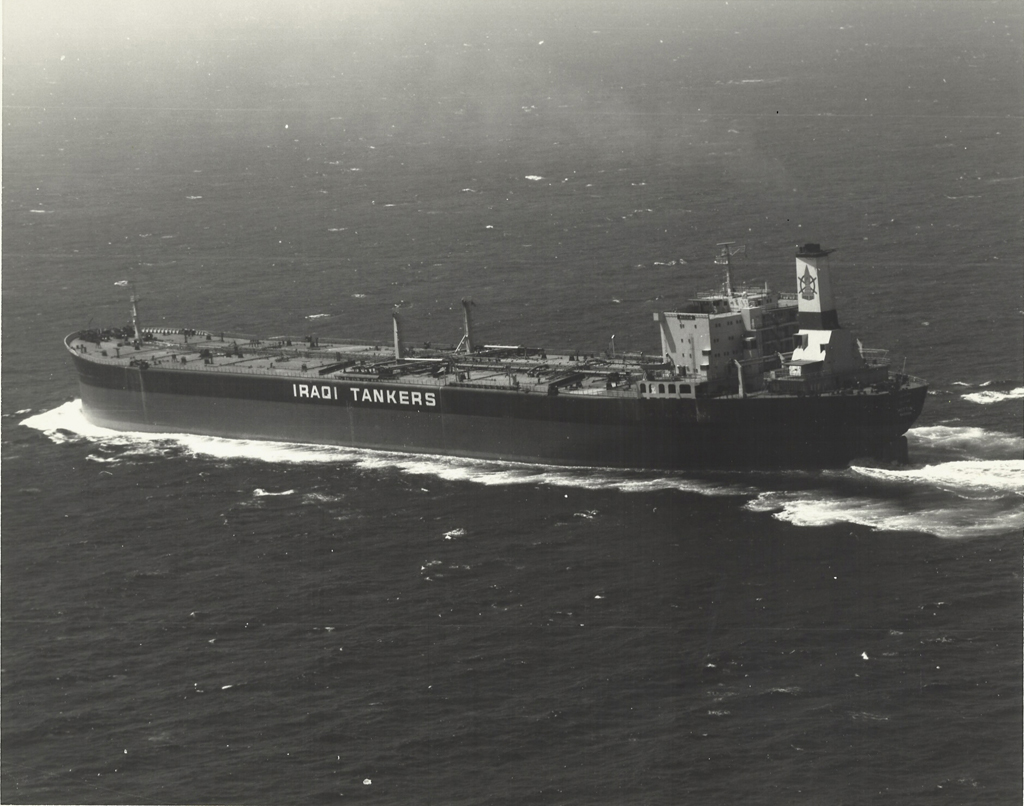
فارغة حرب الخليج

## وصلات خارجية
- شركة ناقلات النفط العراقية  (الموقع الرسمي)